# Goran Ivanišević
Goran Ivanišević (født 13. september 1971 i Split) er en kroatisk tidligere tennisspiller, der blev professionel i 1988 og stoppede sin karriere i 2004. Han nåede igennem sin karriere at vinde 22 single- og 9 doubletitler, og hans højeste placering på ATP's verdensrangliste var en andenplads, som han opnåede i juli 1994.

## OL
Ivanišević spillede med ved fire olympiske lege. I 1988 i Seoul stillede han op for Jugoslavien og tabte i første runde i single, mens han nåede kvartfinalen i herredouble sammen med Slobodan Živojinović. Efter Jugoslaviens opløsning stillede han op for Kroatien i resten af sin karriere, og ved OL 1992 i Barcelona havde opnåede han sin største OL-succes, idet han i single nåede semifinalen, hvor han tabte til schweizeren Marc Rosset og fik bronze, mens han i herredouble sammen med Goran Prpić ligeledes nåede semifinalen, hvor det blev til nederlag til sydafrikanerne Wayne Ferreira og Piet Norval og derpå ligeledes en bronzemedalje (taberne af semifinalerne fik begge bronze).
Ved OL 1996 i Atlanta tabte han igen i første runde i single, mens han i herredouble sammen med Saša Hiršzon nåede kvartfinalen. Hans sidste OL blev i 2000 i Sydney, hvor han tabte i første runde i både single og i double (sammen med Mario Ančić).

## Grand Slam
Ivanišević' bedste Grand Slam-resultater i singlerækkerne kom ved Wimbledon, hvor han fire gange (1992, 1994, 1998 og 2001) nåede frem til finalen. Ved de tre første finaler tabte han til henholdsvis Andre Agassi og to gange Pete Sampras, heraf to gange i fem sæt. I 2001, hvor Ivanišević egentligt var dømt færdig tildelte Wimbledon ham et wildcard til turneringen. Efter en opsigtsvækkende turnering fik han denne gang endelig sin sejr i turneringen, efter en højdramatisk finalesejr over australieren Patrick Rafter. Dermed blev han den første wildcard-spiller til nogensinde at vinde Wimbledon.